# Alessandro Santin
Alessandro Santin (ur. 6 października 1958 roku w Wenecji) – włoski kierowca wyścigowy.

## Kariera
Santin rozpoczął karierę w międzynarodowych wyścigach samochodowych w 1980 roku od startów w Formule Fiat Abarth, gdzie raz stanął na podium. Z dorobkiem ośmiu punktów uplasował się na trzynastej pozycji w klasyfikacji generalnej. W późniejszych latach pojawiał się także w stawce Włoskiej Formuły 3, Europejskiej Formuły 3, Formuły 3000 Curaçao Grand Prix, Formuły 3000, European Touring Car Championship, World Touring Car Championship oraz World Sports-Prototype Championship.
W Formule 3000 Włoch startował w latach 1985-1988. Pierwsze punkty zdobył w 1986 roku, kiedy to dorobek 1,5 punktu dał mu 19. miejsce w klasyfikacji generalnej. W kolejnych dwóch latach startów już w żadnym wyścigu, w którym wystartował, nie zdobył punktów. ZW 1987 roku nie był klasyfikowany, a rok później został sklasyfikowany na 38 pozycji w końcowej klasyfikacji kierowców.